# Morihiro Hosokawa
Morihiro Hosokawa (細川 護煕 Hosokawa Morihiro, 14 de gener de 1938) és un polític japonés que va exercir com a Primer Ministre des de 1993 a 1994. El seu govern de coalició va ser el primer que no va ser integrat pel Partit Liberal Democràtic des de l'any 1955. Va ser candidat a governador de Tòquio a les eleccions a governador de Tòquio de 2014 com a candidat independent però amb el suport del Partit Democràtic del Japó. Des del 2005 és el cap número 18 del clan Hosokawa, una de les famílies nobles del Japó.

## Biografia

### Inicis
Morihiro Hosokawa va nàixer a Tòquio sent el fill gran de Moritatsu, tercer marqués Hosokawa i cap número 16 del clan Hosokawa. El seu avi matern va ser l'ex Primer Ministre Fumimaro Konoe. Com a rebesnet del príncep Kuni Asahiko, Hosokawa també és cosí segon de l'emperador Heisei. També és descendent de la màrtir cristiana Gràcia Hosokawa.
Hosokawa es va graduar en dret a la Universitat Sophia l'any 1961. Després de treballar per cinc anys com a periodista a l'Asahi Shimbun va presentar-se, de manera infructuosa, a les eleccions generals japoneses de 1969. Va ser elegit membre de la Cambra de Consellers del Japó en les files del PLD com a representant de la prefectura de Kumamoto en 1971 en una campanya amb el suport del Primer Ministre Kakuei Tanaka.
Després de romandre dues legislatures a la Dieta Nacional del Japó, va deixar el seu escó l'any 1983 per convertir-se en governador de Kumamoto, càrrec que va ocupar fins a l'any 1991. Durant el seu mandat com a governador, Hosokawa va queixar-se de la poderosa burocràcia del govern central. Hosokawa va seguir una política econòmica agressiva i va enfortir les lleis ambientals. El maig de 1992, els recents casos de corrupció que afectaven el PLD van fer que fundara el Nou Partit del Japó amb el qual es presentà a les eleccions a la Cambra de Consellers del Japó de 1992, on el partit guanyà quatre escons (inclòs el de Hosokawa).

### Primer ministre
Una sèrie d'escissions van costar la majoria al PLD a les eleccions de 1993 i tots els partits de l'oposició no comunista es van unir amb l'objectiu de crear el primer govern sense el PLD en 38 anys, encapçalat per Morihiro Hosokawa i aconseguir una reforma electoral.